# جون دونيلي (سياسي)
جون دونيلي (بالإنجليزية: John Donnelly)‏ هو سياسي أسترالي، ولد في 10 مايو 1885 في إبسوتش في أستراليا، وتوفي في 30 يونيو 1956 في بريزبان في أستراليا. نشط حزبياً في Queensland Labor Party ‏. وقد انتخب عضو المجلس التشريعي ولاية كوينزلاند عن دائرة Electoral district of Wynnum ‏ (11 مايو 1935 – 2 أبريل 1938).